# Alfred Baldwin (político)
Alfred Baldwin (4 de junio de 1841 - 13 de febrero de 1908) fue un empresario británico y Miembro del Parlamento por el Partido Conservador. Fue el padre de Stanley Baldwin, Primer Ministro conservador del Reino Unido.

## Semblanza
Baldwin fue el duodécimo hijo nacido póstumamente de George Pearce Baldwin y de Sarah Chalkley Stanley. Comenzó a trabajar en la Wilden Iron and Tin Plate Company en Wilden (cerca de Stourport-on-Severn, Worcestershire), que en 1840 había pasado a ser dirigida por su tío Enoch Baldwin, quien gestionaba el negocio junto con sus sobrinos, Pearce y William, comercializando sus productos bajo la firma E.P.& W. Baldwin of Wilden. En 1879, Alfred y sus hermanos disolvieron la sociedad. Posteriormente, Alfred se mudó a Wilden House y se hizo cargo de Wilden Works, cambiando el nombre de la empresa a Baldwins Ltd.
Además de convertirse en uno de los grandes patrones siderúrgicos, asumió los cargos de director y de presidente en el Great Western Railway.
En las elecciones generales de 1892, Baldwin resultó elegido diputado por Bewdley en Worcestershire, ocupando el escaño hasta su muerte, cuando fue sucedido por su único hijo, Stanley Baldwin, quien llegaría a ser primer ministro del Reino Unido.
Otros cargos públicos ocupados por Alfred Baldwin fueron los de juez de paz de Staffordshire y de Worcestershire; y el de teniente diputado por Worcestershire.
Se casó con Louisa Macdonald, hija del reverendo George Browne Macdonald, un ministro wesleyano, y de Hannah Jones, el 9 de agosto de 1866. A través de su esposa, Baldwin se conectó con tres artistas ingleses famosos y un escritor aún más famoso. La hermana mayor, Alice, se casó con el profesor de arte John Kipling en 1865; se comprometieron en el lago Rudyard, cerca de Leek en Staffordshire, de ahí el nombre de su hijo, el escritor Rudyard Kipling. En una boda conjunta, su hermana Agnes se casó con el pintor Edward Poynter. Otra hermana, Georgiana, se casó con el pintor Edward Burne-Jones en 1860.
Alfred Baldwin pagó la construcción de la Iglesia de Todos los Santos de Wilden, que fue consagrada en 1880. Las ventanas originales fueron reemplazadas por 14 diseños de Edward Burne-Jones entre 1902 y 1914. En su mayoría están dedicadas a miembros de las familias MacDonald, Baldwin y Burne-Jones. Una de ellas muestra a Stanley Baldwin emprendiendo el viaje de la vida acompañado por un ángel guardián.